# Bandidus breviusculus
Bandidus breviusculus är en insektsart som först beskrevs av Gerstaecker 1885.  Bandidus breviusculus ingår i släktet Bandidus och familjen myrlejonsländor. Inga underarter finns listade i Catalogue of Life.

## Bildgalleri

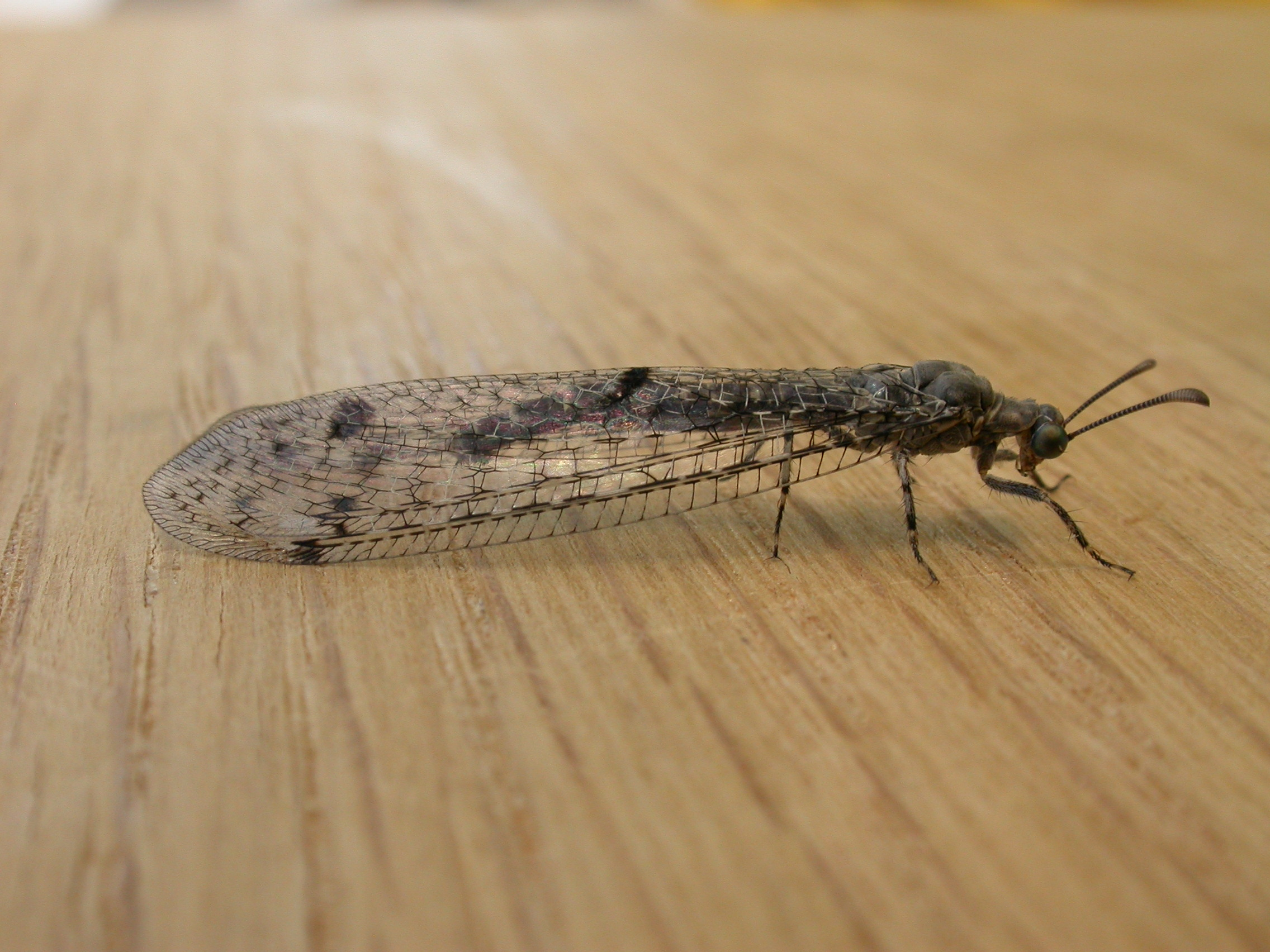